# Bonn Hauptbahnhof
Bonn Hauptbahnhof vasútállomás Németországban, Bonn tartományban. A német vasútállomás-kategóriák közül a második csoportba tartozik.

## Vasútvonalak
Az állomást az alábbi vasútvonalak érintik:
- Rajna-balpart vasútvonal
- Voreifelbahn
- Bahnstrecke Bonn–Bad Godesberg

## Forgalom

### Távolsági
| Járat    | Útvonal | Gyakoriság                   |
| -------- | --- | ---------------------------- |
| ICE 10   | Berlin Gesundbrunnen – Berlin – (Wolfsburg –) Hannover – Bielefeld – Hamm – Hagen – Wuppertal – Köln (– Bonn – Koblenz) | bizonyos vonatok             |
| ICE 31   | Hamburg - Dortmund – Hagen – Wuppertal – Solingen – Köln – Bonn – Koblenz – Mainz – Frankfurt Flughafen – Frankfurt – Hanau – Aschaffenburg – Würzburg – Nürnberg – Ingolstadt – München | bizonyos vonatok             |
| ICE 91   | Dortmund – Bochum – Essen – Duisburg – Düsseldorf – Köln – Bonn – Koblenz – Mainz – Frankfurt Flughafen – Frankfurt – Hanau – Würzburg – Nürnberg – Regensburg – Plattling – Passau – Wels – Linz – St. Pölten – Wien Meidling – Wien (– Wien Flughafen) | négy vonatpár                |
| IC/EC 30 | Hamburg-Altona – (bizonyos vonatok Westerland –) Hamburg – Bréma – Münster – Dortmund – Essen – Duisburg – Düsseldorf – Köln – Bonn – Koblenz – Mainz – Mannheim – Heidelberg – Stuttgart (EC-vonatok Mannheim – Karlsruhe – Freiburg – Basel – Schweiz) | kétóránként EC: két vonatpár |
| IC/EC 31 | (Fehmarn-Burg oder Kiel –) Hamburg – Bremen – Münster – Dortmund – Hagen – Wuppertal – Solingen – Köln – Bonn – Koblenz – Mainz – Frankfurt – Hanau – Würzburg – Nürnberg – Passau | kétóránként                  |
| IC/EC 32 | (Seebad Heringsdorf / Ostseebad Binz –/ Fr/So: Berlin – Hannover – Bielefeld – Hamm –) / (Münster – Recklinghausen –) Dortmund – Essen – Duisburg – Düsseldorf – Köln – Bonn – Remagen – Koblenz – Mainz – Mannheim – Heidelberg – Stuttgart (ein Zugpaar Ulm – Augsburg – München – Salzburg – Klagenfurt, ein Zugpaar Ulm – Lindau – Innsbruck, ein Zug Plochingen – Reutlingen – Tübingen) | bizonyos vonatok             |
| IC 35    | (Norddeich Mole –) Emden – Rheine – Münster – Recklinghausen – Oberhausen – Duisburg – Düsseldorf – Köln – Bonn – Remagen – Koblenz (– Mainz – Mannheim – Stuttgart / Karlsruhe – Offenburg – Singen – Konstanz) | bizonyos vonatok             |
| IC 37    | Düsseldorf – Köln – Bonn – Koblenz – Cochem – Bullay(DB) – Wittlich – Trier – Wasserbillig – Luxemburg | egy vonatpár naponta         |
| IC 55    | ((Leipzig – Halle –) Magdeburg – Braunschweig –) Hannover – Bielefeld – Hamm – Dortmund – Essen – Duisburg – Düsseldorf – Köln – Bonn – Remagen – Koblenz – Mainz – Mannheim – Heidelberg – Stuttgart (– Ulm – Oberstdorf) | egy vonatpár                 |

| Vonatszám | Útvonal | Gyakoriság   |
| --------- | --- | ------------ |
| NJ 40421  | ÖBB Nightjet Düsseldorf – Köln – Bonn – Koblenz – Mainz – Frankfurt Flughafen – Frankfurt Süd – Nürnberg – Regensburg – Passau – Wels – Linz – Amstetten – St. Pölten – Wien Meidling – Wien (Autoreisezuganlage) | egy vonatpár |
| NJ 421    | ÖBB Nightjet Düsseldorf – Köln – Bonn – Koblenz – Mainz – Frankfurt Flughafen – Frankfurt Süd – Nürnberg – Augsburg – München – Kufstein – Wörgl – Jenbach – Innsbruck                                            | egy vonatpár |

## Kapcsolódó állomások
A vasútállomáshoz az alábbi állomások vannak a legközelebb:
- Bonn-Bad Godesberg
- Poppelsdorfer Allee (61-es villamos (Bonn), 62-es villamos (Bonn))
- Koblenz Hauptbahnhof (ICE 10)
- Thomas-Mann-Straße
- Bonn UN Campus
- Köln Hauptbahnhof (ICE 10)
- Bonn-Endenich Nord (Euskirchen, Voreifelbahn)